# Jaraguá do Sul
Jaraguá do Sul è un comune del Brasile nello Stato di Santa Catarina, parte della mesoregione del Norte Catarinense e della microregione di Joinville.
Popolata in maggior parte da emigranti provenienti da Polonia, Ungheria, Germania e dai bellunesi del Veneto. 
Ha vissuto un grande sviluppo economico, trainato da alcune grandi aziende, la principale delle quali, la WEG, è tra i principali produttori di motori elettrici al mondo.
Jaraguá do Sul ha dato i natali al noto giocatore dell'Atletico Madrid Filipe Luís Kasmirski
Interessante è una festa tradizionale chiamata Schützenfest in memoria degli emigranti tedeschi.
Nel 2012 sul Morro Boa Vista che domina la città fu edificata una chiesetta gemella di quella di San Simon di Vallada Agordina in memoria degli emigranti bellunesi che si trasferirono li ed è dedicata a papa Giovanni Paolo I.

## Collegamenti esterni

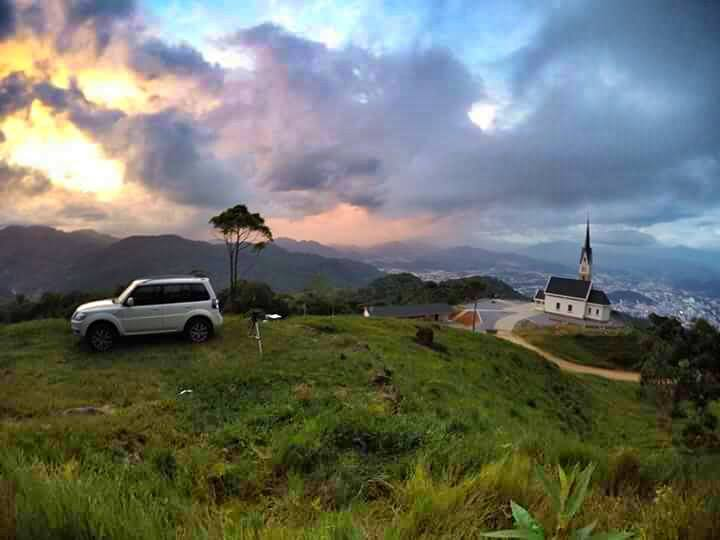
La Chiesetta Alpina - Monumento ao Imigrante